# Mouzay (Mosa)
 Mouzay  es una población y comuna francesa, en la región de Lorena, departamento de Mosa, en el distrito de Verdún y cantón de Stenay.

## Demografía
| 962 | 900 | 880 | 798 | 792 | 755 |
| Para los censos de 1962 a 1999 la población legal corresponde a la población sin duplicidades (Fuente: INSEE [Consultar]) |     |     |     |     |     |